# Macaca radiata
Il macaco dal berretto indiano (Macaca radiata, E. Geoffroy, 1812) è un primate della famiglia delle Cercopithecidae.

## Descrizione
È una delle specie di macaco di minori dimensioni: i maschi pesano fra 5 e 8 kg, le femmine fra i 3 kg e 5 kg.  La lunghezza del corpo è fra 35 e 60 cm, la coda è lunga almeno quanto il corpo.

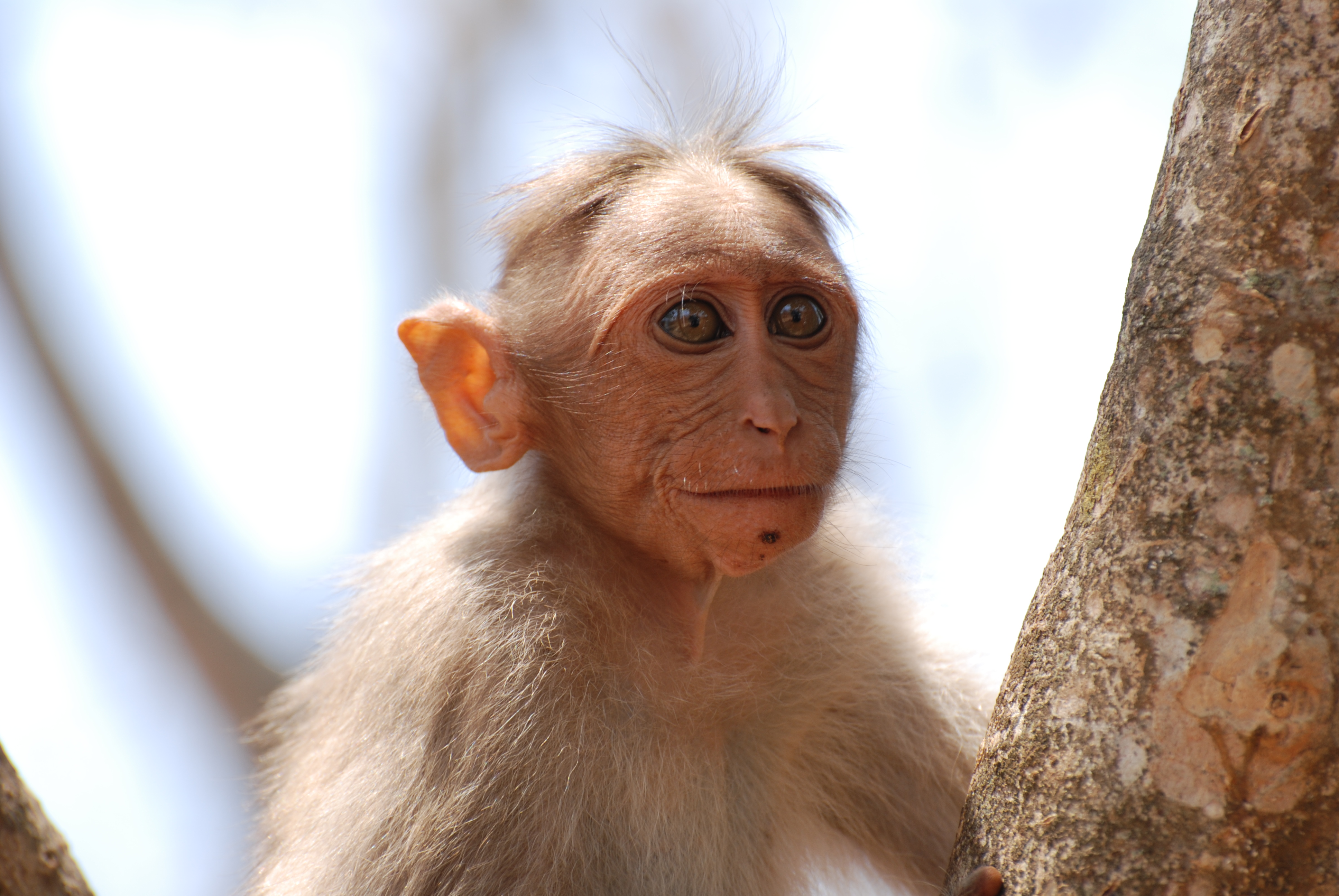
cucciolo di macaco dal berretto indiano

Il pelo è corto e di colore grigio bruno sul lato dorsale e biancastro su quello ventrale. La testa è sormontata da due ciuffi; il muso glabro è di colore rosa nelle femmine e marrone nei maschi.

## Distribuzione e habitat
L'areale è nell'India meridionale. Vive nelle foreste e in montagna, fino all'altitudine di 2200 m.

## Biologia
L'attività è diurna e si svolge in gran parte al suolo, mentre il riposo notturno avviene sugli alberi. La dieta è formata da frutta, noci, semi, fiori, cereali e invertebrati.
Questo macaco vive in grandi gruppi nei quali tra gli adulti le femmine sono circa il doppio dei maschi. Le femmine trascorrono tutta la vita nel gruppo in cui nascono, mentre i maschi l'abbandonano al sopraggiungere della maturità sessuale.  La longevità in natura è circa 20 anni, ma in cattività può superare i trent'anni.

## Sottospecie
Sono state identificate due sottospecie: 
- Macaca radiata radiata
- Macaca radiata diluta.